# Lucas de Heere
Lucas de Heere (* 1534 in Gent; † 29. August 1584 wahrscheinlich in Paris) war ein flämischer Maler, Poet und Dichter. Bekannt wurde de Heere vor allem durch seine Porträtmalerei.

## Leben

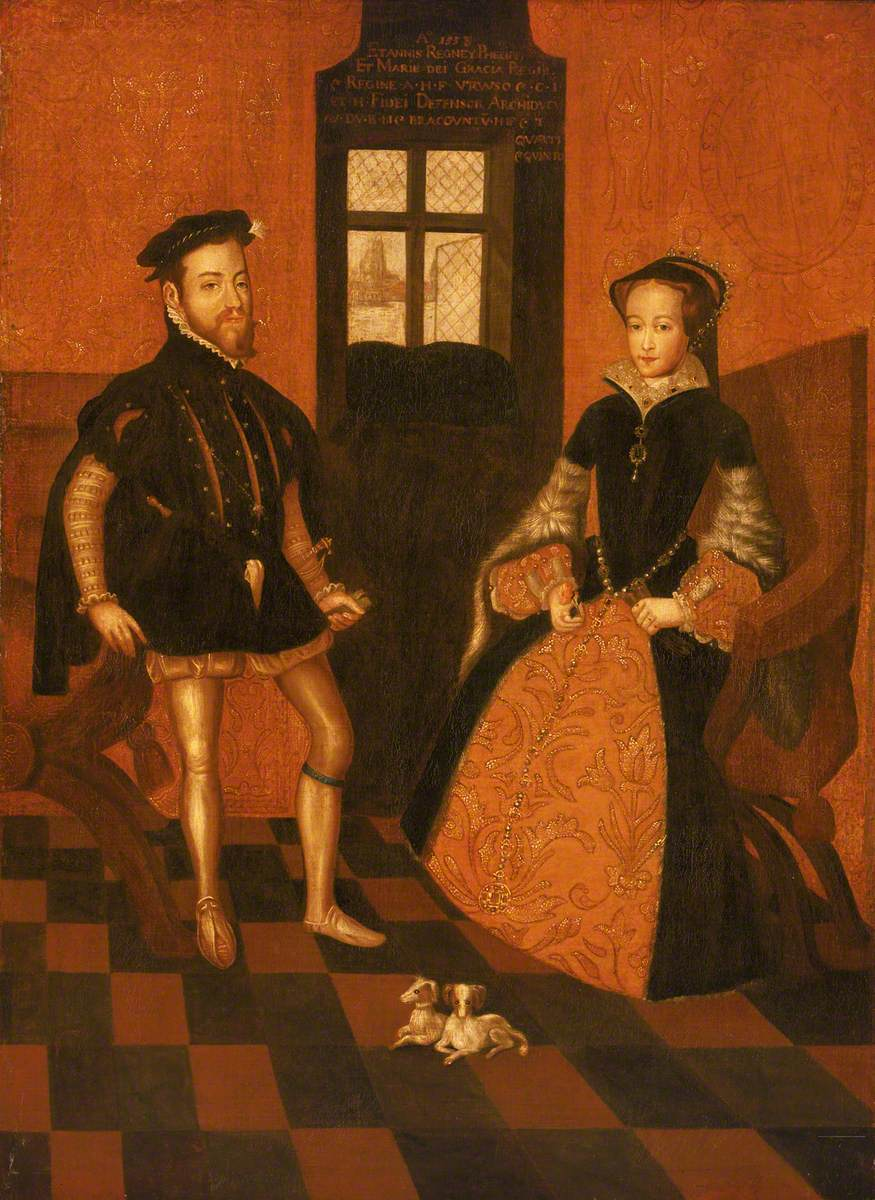
Maria I. von England und Philipp II. von Spanien, Kopie nach dem Original von de Heere (1558)

Lucas de Heere wurde als Sohn des Bildhauers Jan de Heere und der Miniaturmalerin Anna Smyters (auch: de Smytere, Anna de Smijters) in Gent geboren. Bereits in jungen Jahren lernte er bei seinem Vater sowie Frans Floris, einem Freund seines Vaters. Mehrere Reisen nach Frankreich und England sind dokumentiert. Während seiner Zeit in Frankreich entwarf er Vorlagen für Tapisserien für Katharina von Medici. 1554 weilte er zur Zeit der Hochzeit von Königin Maria I. und Philipp II. von Spanien in England und fertigte von diesen Porträts an.
1559 wurden Lucas und Jan de Heere mit Dekorationen für die Kathedrale von Gent beauftragt. Es wird vermutet, dass das Bild Die Königin von Saba vor König Salomo Teil dieser Dekorationen war. De Heere war zu dieser Zeit Anhänger Philipps II. und König Salomo weist daher dessen Züge auf. Ebenfalls in der Kathedrale von Gent findet sich eine zeitgenössische Darstellung der Stadt von de Heere, entstanden im Jahr 1564. Dies sollten die einzigen beiden in Gent erhaltenen großen Werke bleiben. Vermutlich gingen zahlreiche Bilder von Lucas de Heere und von seinem Vater Jan im Bildersturm verloren (August 1566, 1578).

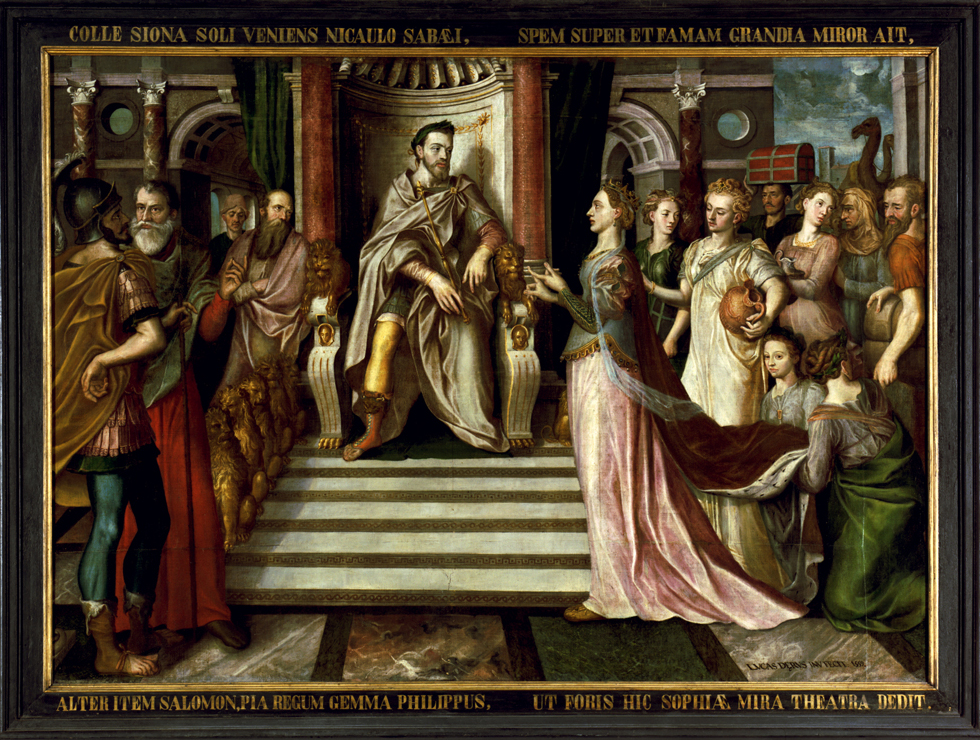
Die Königin von Saba vor König Salomo, (1559)

Sicht auf Gent, (1562)

Lucas de Heere heiratete 1560 Eleonora Carboniers, die Tochter des Bürgermeisters und Rentmeisters von Veere, Pieter Carboniers. Eleonora war ebenfalls literarisch tätig. Es wird vermutet, dass die Eheschließung unmittelbare Veranlassung zu de Heeres Übertritt zur reformierten Kirche gegeben hat. Ob die beiden Kinder hatten, bleibt ungewiss (je nach Quellen sind keine Kinder bzw. zwei  dokumentiert).
Lucas de Heere etablierte in Gent eine eigene Malschule. De Heere war auch ein angesehener Dichter seiner Zeit und als solches eines der Mitglieder der Rhetorikkammer Jesus mit der Balsamblume. 1565 veröffentlichte er eine Gedichtsammlung mit dem Titel De Hof en Boomgaerd der Poesien sowie eine Übersetzung der David-Psalmen von Clément Marot. 1566 schrieb er einleitende Verse zu den Psalmen, die vom berühmten Prediger Petrus Dathenus veröffentlicht wurden.
Mit Urteil vom 27. November 1568 wurde de Heere gemeinsam mit anderen Personen verbannt und seine Schule aufgelöst. Er flüchtete gemeinsam mit seiner Frau nach England. Nach der Genter Pazifikation Ende 1576 kehrte de Heere im April 1577 nach Gent zurück, wo er im selben Jahr den protestantischen Eid ablegte und als Mitglied der reformierten Kirche von Middelburg erwähnt wird. Im Dezember 1577 gestaltete er den Festzug anlässlich des Eintreffens des Prinzen von Oranien in Gent und publizierte daraufhin eine Beschreibung der Festlichkeiten mit Lobversen. De Heere war auch in die Festlichkeiten zur Ankündigung der Verlobung von Königin Elisabeth I. mit dem Herzog von Alençon im November 1581 involviert, ebenso wie beim Einzug des Herzogs 1582 in Gent. Es wird angenommen, dass er nach dem Tod Wilhelms I. und aufgrund des Heranrückens des Herzogs von Parma auf Gent 1584 ein zweites Mal die Flucht ergriff, diesmal vermutlich nach Paris, wo er am 29. August gestorben sein soll.

## Wirken
Lucas de Heere wurde vor allem als Maler von Porträts bekannt, wobei er diese teils auch aus dem Gedächtnis erstellte. Viele der erhaltenen Werke befinden sich in England, wovon manche anderen namhaften Künstlern seiner Zeit zugeschrieben wurden. Bekannt ist de Heere für eine der ersten realitätsnahen Darstellungen von Stonehenge.

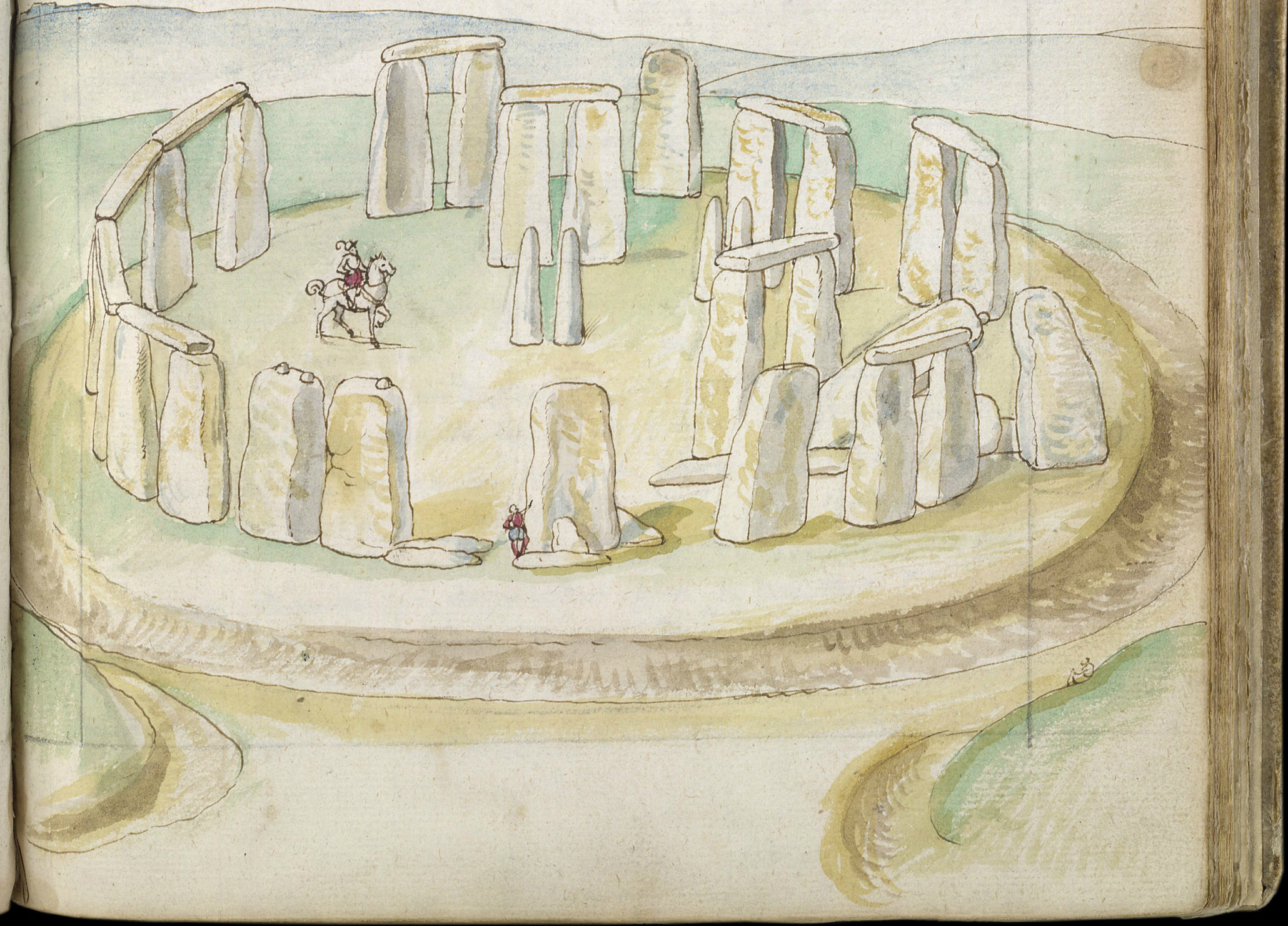
Stonehenge, (zwischen 1573 und 1575)

Während seiner Arbeit für Edward Clinton, 1. Earl of Lincoln fertigte er eine Serie von zahlreichen Aquarellen zu Kleidung und Uniformen unterschiedlicher Nationen an. Diese Darstellungen wurden im April 1865 vom Stadtarchiv Gent erworben.

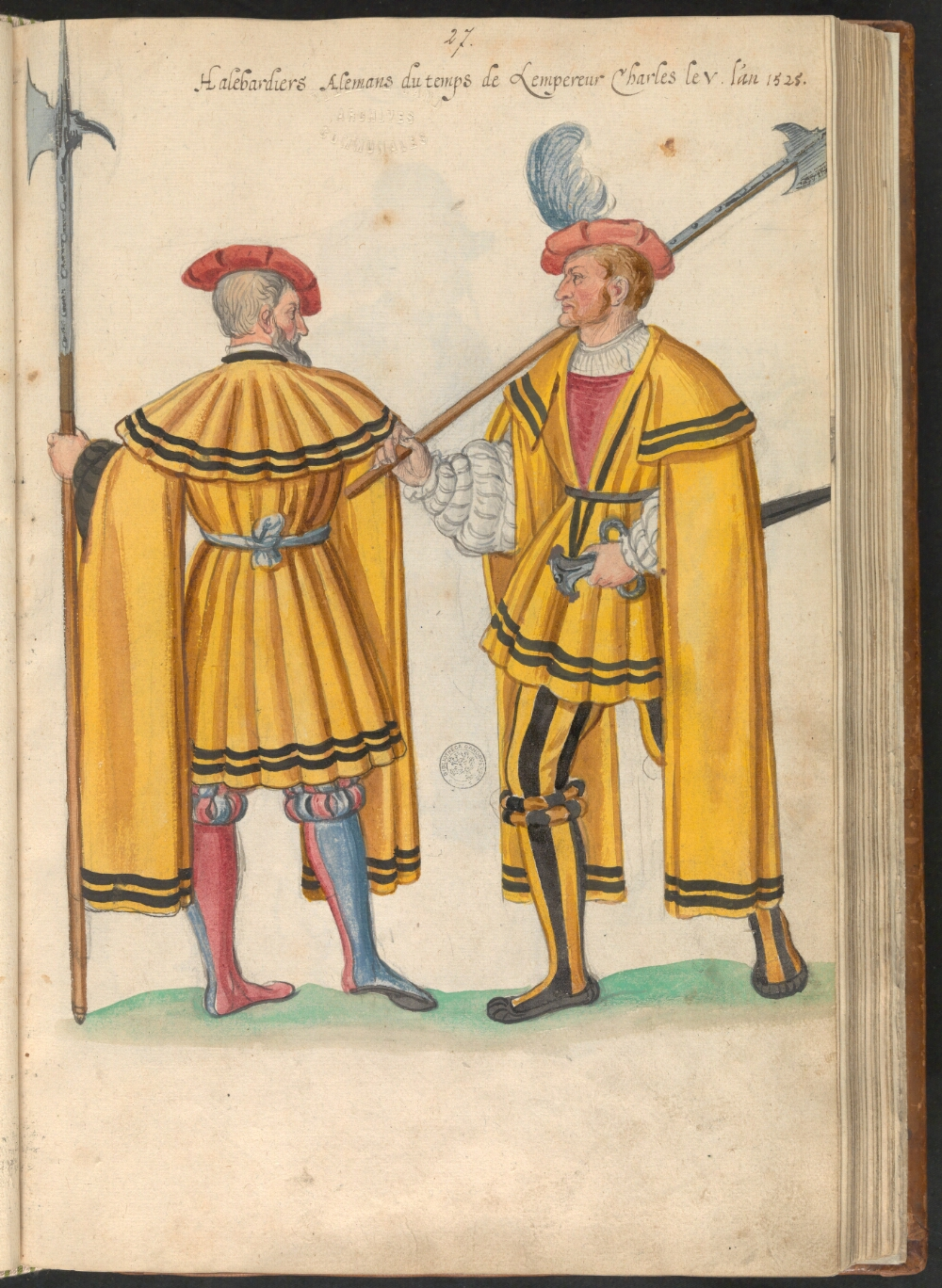
Deutsche Hellebardenträger zur Zeit von Kaiser Karl V. von Lucas de Heere

Zu einem der bekanntesten Werke de Heeres zählt die Darstellung der Familie von Heinrich VIII.: Allegorie der Tudor-Nachfolge.

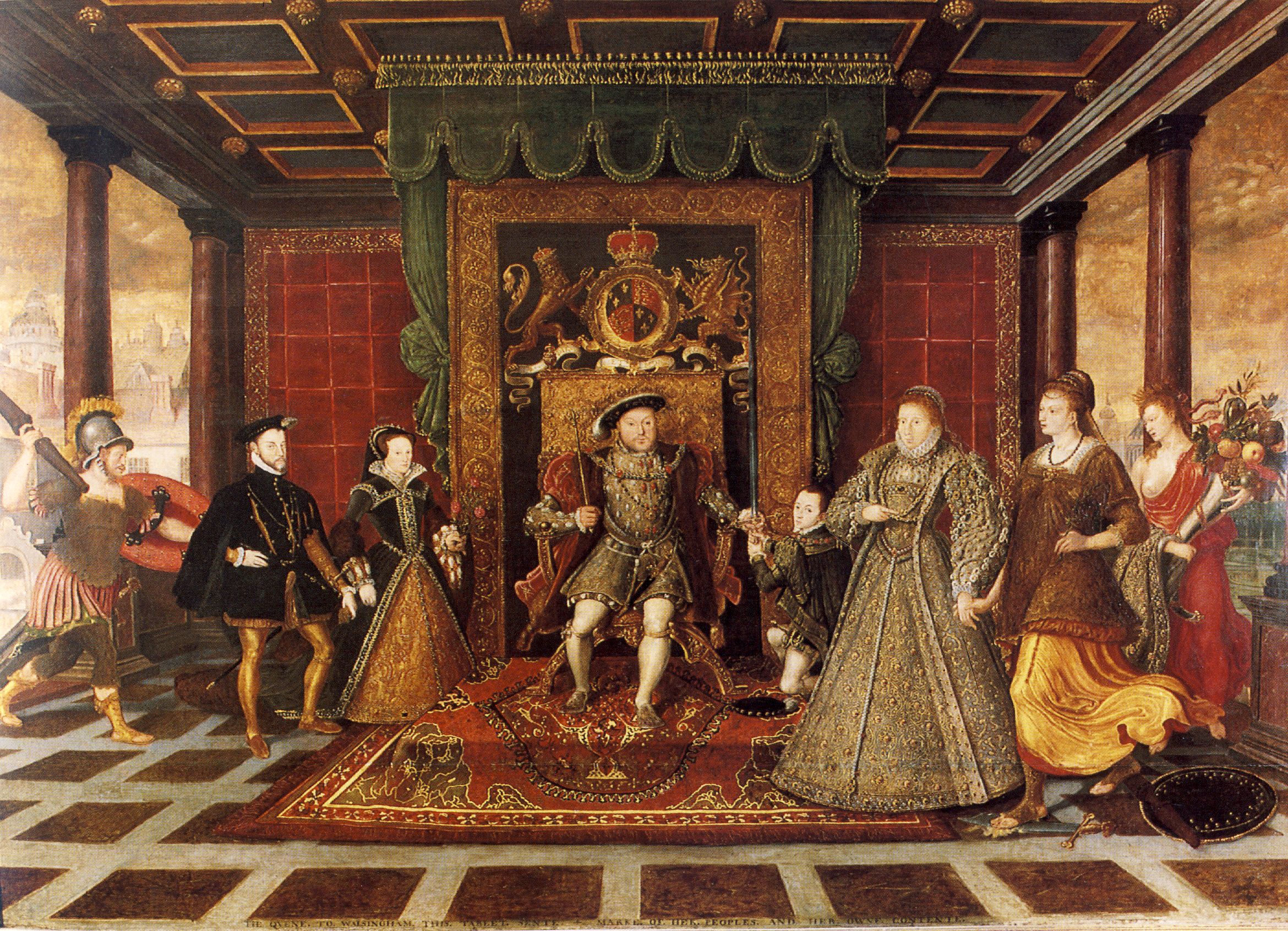
Familie von Heinrich VIII.: Allegorie der Tudor-Nachfolge (ca. 1572)

1562 lieferte Lucas de Heere für Plantin die Zeichnungen für die neueste Ausgabe der Emblemata des Johannes Sambucus, von denen jedoch einige durch Abbildungen von anderen Künstlern ersetzt wurden.
Zu Lucas de Heeres bekanntesten Schülern zählen etwa Karel van Mander, Marcus Gerards der Jüngere und John de Critz sowie wahrscheinlich Robert Peake.

## Werke (Auswahl)
- Den Hof ende Boomgaerd der Poësien. Gent 1565 (dbnl.org).
- Psalmen Davids. Gent 1565 (dbnl.org).
- Corte beschryvinghe van England Scotland ende Irland. Zwischen 1573 und 1575 (bl.uk).
- Beschrijvinghe van het ghene dat vertoocht wierdt ter incomste van Z. Excellentie des princen van Oraengien. Gent 1578 (books.google.be).
- Tractaet ofte handelinghe van de kercke. 1580 (books.google.be).
- Theatre de tous les peuples et Nations de la terre, avec leurs habits et ornemens divers, tant anciens que modernes, diligemment depeints, au naturel, par Luc Dheere, peintre et sculpteur gantois. (lib.ugent.be).

## Auszeichnungen, Titel
- Auditeur van de rekencamere